# Szachtior Taszkömür
Szachtior Taszkömür (kirg. Футбол клубу «Шахтёр» Ташкөмүр) – kirgiski klub piłkarski, mający siedzibę w mieście Taszkömür, na zachodzie kraju.

## Historia
Chronologia nazw:
- 1993: Szachtior Taszkömür (ros. «Шахтёр» Таш-Кумыр)
- 2011: FK Taszkömür (ros. ФК «Таш-Кумыр»)
- 2012: Szachtior Taszkömür (ros. «Шахтёр» Таш-Кумыр)

Piłkarski klub Szachtior został założony w miejscowości Taszkömür w roku 1993. W 1993 zespół debiutował w Wyższej Lidze, w której zajął 15.miejsce. W następnym sezonie zajął przedostatnie 13.miejsce i spadł do Pierwszej Ligi. W 1993 po raz pierwszy startował w rozgrywkach o Puchar Kirgistanu, gdzie dotarł do 1/8 finału. W 1994, 1997, 1999, 2001, 2002, 2004, 2005, 2006, 2007, 2008, 2009 i 2010 występował w rozgrywkach pucharowych. W 2011 zmienił nazwę na FK Taszkömür i w 1/8 finału przegrał z Energetikiem Karaköl. W 2012 przywrócił nazwę Szachtior Taszkömür i zmagał się w Pierwszej Lidze.

## Sukcesy

### Trofea międzynarodowe
Nie uczestniczył w rozgrywkach azjatyckich (stan na 31-12-2015).

### Trofea krajowe
| \| \| Zdobyte trofea w rozgrywkach Kirgistanu (stan na: 31-12-2015) \| |                                                               |      |          |
| Rozgrywki                                                              | Osiągnięcie                                                   | Razy | Sezon(y) |
| Mistrzostwo                                                            | I miejsce                                                     | 0    |          |
| Mistrzostwo                                                            | II miejsce                                                    | 0    |          |
| Mistrzostwo                                                            | III miejsce                                                   | 0    |          |
| Mistrzostwo                                                            | 13.miejsce                                                    | 1    | 1994     |
| Puchar                                                                 | zdobywca                                                      | 0    |          |
| Puchar                                                                 | finalista                                                     | 0    |          |
| Puchar                                                                 | ćwierćfinalista                                               | 1    | 2001     |
| II liga                                                                | I miejsce                                                     | ?    |          |
| II liga                                                                | II miejsce                                                    | ?    |          |
| II liga                                                                | III miejsce                                                   | ?    |          |
| Kirgistan                                                              | Zdobyte trofea w rozgrywkach Kirgistanu (stan na: 31-12-2015) |      |          |

## Stadion
Klub rozgrywa swoje mecze domowe na stadionie Szachtior w Taszkömürze, który może pomieścić 1000 widzów.